# Paullinia cearensis
Paullinia cearensis är en kinesträdsväxtart som beskrevs av G.V. Somner & M.S. Ferrucci. Paullinia cearensis ingår i släktet Paullinia och familjen kinesträdsväxter. Inga underarter finns listade i Catalogue of Life.